# 布萊克·史涅爾
布萊克·艾許頓·史涅爾（英語：Blake Ashton Snell，1992年12月4日—），為美國職棒大聯盟的投手，目前效力於洛杉磯道奇，他先前曾效力於光芒、教士與巨人等隊。他在2016年登上大聯盟，2018年拿下生涯首座賽揚獎。

## 職業生涯

### 坦帕灣光芒

#### 2016年
2016年4月23日，史涅爾於洋基球場初登板。首局就因為暴投而失分，不過他初登板主投5局6K僅失一分，無關勝敗。整季他6勝8敗，防禦率3.54，89局投球送出98K。

#### 2017年
看到史涅爾在2016年的表現，球隊給予他非常高的期望。然而，該年的史涅爾前8場先發都投不滿6局，甚至平均4局的用球量就超過100球。前8場先發投下來，他的防禦率高達4.71。因此他在5月13日被下放到3A磨練。6月28日，他回歸大聯盟，並且在7月23日後，投出5勝1敗，防禦率3.31的好表現。

#### 2018年：賽揚獎
2018年開季，史涅爾被球隊安排為2號先發，排在克理斯·亞契之後。6月3日，他在客場對決西雅圖水手時，開局連續投出7次三振，追平了美聯紀錄。
明星賽開打前，史涅爾投出12勝4敗，2.09的防禦率為美聯最低，但是他卻沒有入選明星賽，這也引發了不少球員、教練與粉絲們的抗議。後來柯瑞·克魯伯因為受傷退出明星賽，史涅爾因而遞補，生涯首度入選明星賽。
7月23日，史涅爾因肩膀疲勞而進入傷兵名單，8月4日回歸球場。8月21日，他達成了連續13場主場先發的責失分都在一分以下的紀錄。他8月投出4勝0敗，防禦率1.08，獲選美聯單月最佳投手。
9月18日，史涅爾拿下單季20勝，成為繼2012年的大衛·普萊斯後，第一位拿下單季20勝的光芒投手。9月23日，他拿下第21勝，成為光芒隊史勝投王。整個9月，他投出5勝0敗，防禦率1.26，再度蟬聯美聯單月最佳投手。
整季他拿下21勝為美聯最高，1.89的防禦率為美聯最低。他31場先發有21場先發無失分，其中27場責失分都在2分以下。
11月14日，史涅爾以169積分打敗154積分的賈斯丁·韋蘭德，在賽揚獎票選中勝出。他也成為繼2012年的大衛·普萊斯後，第二位得到賽揚獎殊榮的光芒投手。

#### 2019年
前一年拿下賽揚獎的史涅爾在這一年成為光芒隊的開幕戰先發投手。他在開幕戰不敵太空人隊的賈斯丁·韋蘭德拿下敗投。不過他在下一場先發隨即投出7局13K僅失2分。4月16日，史涅爾在搬家具的時候不慎傷到右腳腳趾，因此錯過2場先發。7月25日，他在左手肘動了關節鏡手術。由於該年他受傷不斷，因此他只拿下6勝8敗，防禦率4.29。
10月8日，史涅爾首度以後援投手身分登板。他在美聯分區賽第4場上場後援0.2局無失分，幫助光芒擊敗太空人，並將戰局逼至第5場。

#### 2020年
球季開打前，史涅爾曾公開說到就算球季因為疫情而縮水，他仍要照拿全部的薪水。這起言論不僅引發爭議，也讓他被貼上自私球員的標籤。這年他依舊順利出賽，拿下4勝2敗，防禦率3.24。另外他這年還投出美聯最多的7次暴投。

## 參看
- 美國職棒大聯盟勝投王
- 美國職棒大聯盟防禦率王

## 外部連結
- 球員資訊和成績在MLB ，ESPN ，Retrosheet ，Baseball Reference ，Baseball Reference (Minors) ，Fangraphs ，The Baseball Cube （英文）
- 布萊克·史涅爾的X（前Twitter）
- 布萊克·史涅爾的Instagram帳戶
- 布萊克·史涅爾在台灣棒球維基館上的頁面（繁體中文）